# Juni 1936
| Deze maand |
| --- |
| - Onlusten in Spanje - Stakingen en sociale wetten in België en Frankrijk - Burgeroorlog in China - Gevechten in Palestina |

De volgende gebeurtenissen speelden zich af in juni 1936. Sommige gebeurtenissen kunnen één of meer dagen te laat zijn vermeld doordat ze op de datum staan aangegeven waarop ze in het nieuws kwamen in plaats van de datum waarop ze daadwerkelijk plaatsvonden.
- 1: De Queen Mary voltooit haar eerste reis en komt aan in New York.
- 3: Italië regelt het bestuur van Italiaans-Oost-Afrika, bestaande uit Abessinië, Ethiopië en Italiaans-Somaliland. Het gebied wordt bestuurd door een gouverneur-generaal met de titel van onderkoning, zetelend in Addis Abeba.
- 3: Haile Selassie komt aan in Londen, waar hij voorlopig verblijf zal houden.
- 3: In de haven van Antwerpen breekt een staking uit. Eisen zijn onder meer:
  - afschaffing van overwerk
  - afschaffing van het werken in twee opeenvolgende diensten
  - loonsverhoging
- 4: In Ierland wordt de senaat afgeschaft. Er blijft een eenkamerparlement, bestaande uit de Dáil, over.
- 4: Léon Blum vormt een nieuwe regering in Frankrijk. Hij volgt Albert Sarraut op als premier.
- 5: In Duitsland worden nieuwe verordeningen betreffende de pers uitgevaardigd:
  - Geen overwegende invloed van personen of maatschappijen op de pers
  - Wetenschappelijke bladen mogen geen lokaal nieuws opnemen
  - Advertenties mogen niet worden geweigerd op godsdienstige gronden
  - Uitgevers moeten lid zijn van de Vereniging van Dagbladuitgevers, en sedert 1800 van Duitse afstamming zijn
- 5: De Japanse troepenmacht in Mantsjoekwo zal worden uitgebreid. Ook overweegt Japan om kolonisten naar het gebied te sturen.
- 5: Samuel Hoare keert als eerste lord van de admiraliteit terug in de Britse regering. Hij volgt Bolton Eyres-Monsell op.
- 5: De Nederlandse wet die vergunningen voorschrijft voor het in dienst hebben van buitenlanders in bepaalde beroepen, wordt tot alle beroepen uitgebreid. Een uitzondering geldt nog slechts voor de internationale scheepvaart.
- 6: Vanwege de voortdurende onlusten in Palestina worden alle Arabische kranten voor een periode van 10 dagen verboden.
- 6: Anthony Fokker wordt benoemd tot ridder in de Orde van de Nederlandse Leeuw.
- 7: Bij verkiezingen voor de Provincieraden in België is er grote winst voor Rex en groot verlies voor de katholieken. Ook de Vlaamse nationalisten en communisten winnen en de socialisten verliezen.
- 8: De Nicaraguaanse hoofdstad Managua is in handen van de troepen van generaal Anastasio Somoza García, die tegen president Juan Bautista Sacasa in opstand is gekomen.
- 8: In Duitsland worden de diverse koloniale verenigingen ontbonden en samengevoegd tot een enkele Reichskolonialbund onder leiding van Franz Ritter von Epp.
- 8: België zucht onder een kabinetscrisis. De socialistische leider Emile Vandervelde wordt gevraagd een nieuw kabinet te vormen, doch hij faalt. Daarna wordt deze opdracht verleend aan zittend premier Paul van Zeeland.
- 8: In Frankrijk wordt een principe-akkoord tussen werkgevers en vakbonden gesloten, dat de stakingen van honderdduizenden werknemers moet beëindigen:
  - algemene loonsverhoging van 7-15%
  - erkenning van het recht op vakbondslidmaatschap
  - benoeming van bedrijfsgedelegeerden
  - werkgevers aanvaarden bij voorbaat de kabinetsplannen betreffende de 40-urige werkweek, doorbetaalde vakantie en invoering van collectieve arbeidsovereenkomsten
- 8: Alidius Tjarda van Starkenborgh Stachouwer wordt benoemd tot gouverneur-generaal van Nederlands-Oost-Indië.
- 9: In Italië wordt de regering flink herschikt. Mussolini's schoonzoon graaf Galeazzo Ciano wordt hierbij tot minister van buitenlandse zaken benoemd.
- 9: De Franse regering-Blum dient haar eerste wetten in:
  - invoering van de 40-urige werkweek
  - 14 dagen vakantie per jaar met behoud van loon
  - uitbreiding van de collectieve arbeidsovereenkomsten
  - pensioenen van oud-strijders worden vrijgesteld van belasting
  - herinvoering van bepaalde vergoedingen voor overheidspersoneel, die in het kader van bezuinigingen waren afgeschaft
- 11: Een rapport van de Chinese douane meldt dat de door de Japanners ontwapende Chinese douanebeambten machteloos staan tegenover smokkelaars, die vaak zelfs door de Japanners gesteund worden.
- 11: Vanwege de ernstige bezwaren die hiertegen in het parlement bestaan, wordt in Nederland de invoering van een reisbelasting voorlopig uitgesteld.
- 12: Het Franse parlement stemt in met de invoering van de 40-urige werkweek.
- 13: In België treedt de regering-Van Zeeland II aan.
- 14: Pietro Badoglio wordt op eigen verzoek ontslagen als onderkoning van Abessinië om weer chef van de generale staf te worden. Hij wordt opgevolgd door maarschalk Rodolfo Graziani.
- 14: Het parlement van Zwitserland stemt tegen hervatting van de diplomatieke betrekkingen met de Sovjet-Unie.
- 15: Alf Landon wordt gekozen tot kandidaat van de Republikeinen bij de presidentsverkiezingen.
- 15: Onder de mijnbouwers in België breekt een grote staking uit. Eisen zijn:
  - 10% loonsverhoging
  - minimumloon van 43 franc per dag
  - 40-urige werkweek
  - doorbetaalde vakantie
- 15: De Zweedse regering-Hansson treedt af. Axel Pehrsson wordt belast met de vorming van een nieuw kabinet.
- 16: De Waalbrug bij Nijmegen wordt officieel geopend.
- 17: De staatscommissie die wijzigingen in de grondwet bestudeert, brengt rapport uit. Voorstellen zijn:
  - Mogelijk maken van een tijdelijk verbod van uitgaven die grove inbreuk maken op de openbare orde
  - Verlaging van de vergoeding voor leden van de Tweede Kamer
  - Verlies van lidmaatschap van de volksvertegenwoordiging voor personen die onwettige methoden aanprijst
  - Ministers kunnen geen kamerlid zijn
- 17: De Verenigde Staten besluiten tot anti-dumping-heffingen tegen 10 groepen Duitse goederen.
- 17: In een proclamatie aan het Oostenrijkse volk stelt aartshertog Otto von Habsburg dat hij op de troon wenst terug te keren.
- 18: De Franse regering besluit tot ontbinding van een aantal paramilitaire organisaties.
- 19: In Zweden treedt de nieuwe regering-Pehrsson aan.
- 19: Een zonsverduistering is zichtbaar en is in delen van de Sovjet-Unie totaal.
- 20: In Nederland wordt voorgesteld de pensioenen van ambtenaren tussen de 2 en 10% te verlagen.
- 21: De politie van de diverse Duitse deelstaten wordt tot een organisatie samengevoegd. Chef van deze organisatie wordt Heinrich Himmler, die als zodanig onderdeel van het kabinet gaat uitmaken.
- 21: Bij onlusten in Toelkarem (Palestina) komen één Engelse soldaat en minimaal drie Arabische strijders om.
- 21: In Montreux wordt een conferentie geopend waarin de Turkse wens om de Dardanellen te remilitariseren, wordt besproken. Italië houdt zich hierbij voorlopig afzijdig.
- 21: De Verenigde Staten heffen het wapenembargo tegen Italië en Abessinië op.
- 22: In Ierland wordt het Ierse republikeinse leger illegaal verklaard en opgedragen zich te ontbinden.
- 24: In Brazilië wordt een wetsvoorstel ingediend om slechts binnenlandse banken toe te staan.
- 24: Na een manifest van de vakbonden worden in veel bedrijven in België de stakingen beëindigd. In andere bedrijven breken echter nieuwe stakingen uit.
- 25: De Dardanellenconferentie wordt verdaagd vanwege het vertrek van diverse afgevaardigden naar de vergadering van de Volkenbond. Er zijn nog geen belangrijke vorderingen gemaakt.
- 26: Op de vergadering van de Volkenbond wordt uitvoerig de hervorming van de organisatie besproken. Chili wenst komende conflicten te lokaliseren, en te voorkomen dat ze tot een militaire of economische wereldoorlog leiden. Andere landen zijn daarentegen juist van mening dat de vrede ondeelbaar is.
- 26: In Frankrijk wordt een wet getekend, welke onder meer inhoudt dat de ministerraad bij decreet de wapenindustrie kan nationaliseren. Ook wordt een verscherpte controle van de wapenexport ingesteld.
- 26: Haile Selassie landt in Genève om de Volkenbond toe te spreken.
- 27: Nicaragua stapt uit de Volkenbond.
- 27: De Belgische senaat neemt een aantal sociale wetten aan:
  - minimumloon van 32 francs per dag
  - 6 dagen betaalde vakantie
  - 40-urige werkweek in bepaalde bedrijven en bedrijfstakken
- 27: President Franklin Delano Roosevelt wordt bij acclamatie benoemd tot Democratisch kandidaat voor de presidentsverkiezingen.
- 27: Italië sluit handelsovereenkomsten met Duitsland en Oostenrijk.
- 28: In de Verenigde Staten worden voor $800 miljoen aan nieuwe belastingen ingesteld, waaronder een verhoging van de vennootschapsbelasting van 8% naar 15%.
- 28: Polen heft de sancties tegen Italië op.
- 28: In een verdrag belooft Duitsland steun aan China indien het land in oorlog raakt.
- 30: Haile Selassie spreekt tot de vergadering van de Volkenbond.

En verder:
- In China breekt een burgeroorlog uit tussen de nationale regering in Nanking en de regering van Zuid-China in Kanton. Het zuiden beheerst de provincies Guangdong en Guangxi, terwijl om de provincie Hunan gevochten wordt.
- In Palestina gaan uiterst gewelddadige onlusten voort van Arabieren die zich tegen de Joodse immigratie verzetten.
- In Spanje vinden op massale schaal stakingen en bomaanslagen plaats.
- Een missie van 6 hoge Duitse legerofficieren bezoekt Hongarije.
- De Oostenrijkse bondskanselier Kurt von Schuschnigg bezoekt Benito Mussolini.
- In Minsk en andere Poolse steden viert het antisemitisme hoogtij. Alle aan Joden toebehorende winkels worden gesloten, en vele Joden vluchten weg uit de stad.
- In Transjordanië maken strijders zich klaar om de Arabieren in Palestina te hulp te schieten in hun strijd tegen de Joden en Britten.

<< · januari · februari · maart · april · mei · juni · juli · augustus · september · oktober · november · december · >>